# 汉莎罗斯托克足球俱乐部

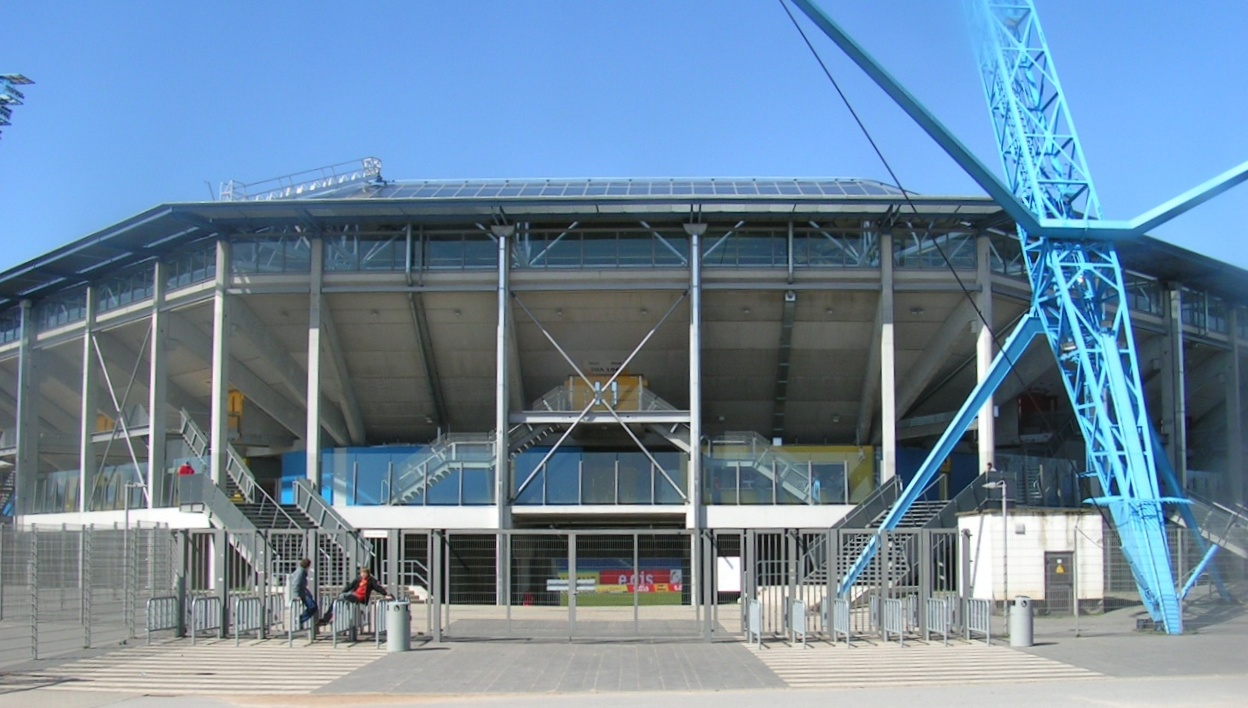
波罗的海球场

漢莎羅斯托克足球俱樂部（德語：FC Hansa Rostock） 是德国的职业足球俱乐部，现属于德国足球乙级联赛球队，球队设在梅克伦堡-前波莫瑞州的罗斯托克。

## 歷史
罗斯托克的前身是1954年11月11日创建的罗斯托克上进体育俱乐部（SC Empor Rostock）的足球部。1965年12月28日，在罗斯托克邮政总局的文化大厅内宣告成立罗斯托克足球俱乐部。经过广泛征求意见，决定命名为汉莎罗斯托克。「汉莎」一词源于十三世纪的汉萨同盟，为保护经济利益把欧洲延波罗的海的150座城市联合起来的同盟组织。由于罗斯托克是德国东北部的港口，所以是当然的成员之一。
罗斯托克在1990/91赛季夺得了前东德最后一次联赛和杯赛“双冠王”，并由此获得了两德统一后参加德甲联赛的资格。仅一个赛季，罗斯托克於1991-92赛季降级，他们在乙级联赛拼搏了三年，在1995/1996赛季终于重新回到了甲级，并且在德甲停留了十年，在這10年的时间里罗斯托克一度成为德甲中为数不多的东德球队之代表，罗斯托克是生命力最强的一支，他们是唯一降级之后又重新杀回来的东德球队。但在2004/2005赛季球队战绩不佳降入了乙级联赛，随着罗斯托克的降级东德在德甲已经没有任何球队了。
在甲乙組之間徘徊多年後，羅斯托克在2009/2010賽季慘遭滑鐵盧，在德乙18支球隊中只得第16名，需參加附加賽；羅斯托克附加賽中以總比數0比3不敵德丙的恩歌斯達特，是球會歷史上首次降到第三級聯賽。

## 主場球場
波罗的海球场（Ostseestadion）是汉莎罗斯托克的主場球場，位於罗斯托克，德文直譯為「東海球場」，即罗斯托克海邊的波羅的海。

## 球队荣誉

### 東德時期
- 東德高級足球聯賽

 冠軍 (1)：1991
 亞軍 (5)：1955, 1962, 1963, 1964, 1968
- 東德足協盃

 冠軍 (1)：1991
 亞軍 (5)：1955, 1957, 1960, 1967, 1987

### 兩德統一時期
- 德國乙組足球聯賽

 冠軍 (1)：1994/95
 亞軍 (1)：2006/07
- 德國丙組足球聯賽

 亞軍 (1)：2020-21
- 德国室内足球锦标赛冠军: 1998

## 效力过球队的著名球员
汉莎罗斯托克一共产生了 21 名东德足球队国脚，少数也是统一后的德国国家队国脚。
- 维克托·阿加利（Victor Agali）
- Jonathan Akpoborie
- （Marcus Allbäck）
- Sergej Barbarez
- Stefan Beinlich
- Olaf Bodden
- |  托马斯·多尔（Thomas Doll）
- 安德烈亚斯·雅各布松（Andreas Jakobsson）：为瑞典队出战 37 场
- （Carsten Jancker）：为德国队出战 30 场比赛并射入 10 球，效力过上海申花
- 格尔德·基舍（Gerd Kische）：为东德国家队出场 63 次
- （Jari Litmanen）：被誉为芬兰最出色的足球运动员
- Martin Max
- （Oliver Neuville）：为德国国家队出战 66 场并射入 9 球
- 马尔科·雷默
- 约阿希姆·施特赖希（Joachim Streich）：东德国家队出场最多的球队，共 102 场并射入 55 球
- 伊戈尔·帕米奇